# هيرفاي غويبرت
هيرفاي غويبرت (بالفرنسية: Hervé Guibert )‏ (و. 1955 – 1991 م) هو صحفي، ومصور، وكاتب سير ذاتية، وكاتب يوميات، وكاتب سيناريو، وكاتب فرنسي، ولد في سان كلو، توفي في كلامار، عن عمر يناهز 36 عاماً.

## جوائز
حصل على جوائز منها:
- جائزة فينيون.

## وصلات خارجية
- هيرفاي غويبرت على موقع IMDb (الإنجليزية)
- هيرفاي غويبرت على موقع الموسوعة البريطانية (الإنجليزية)
- هيرفاي غويبرت على موقع ألو سيني (الفرنسية)
- هيرفاي غويبرت على موقع ميوزك برينز (الإنجليزية)
- هيرفاي غويبرت على موقع أول موفي (الإنجليزية)
- هيرفاي غويبرت على موقع قاعدة بيانات الأفلام السويدية (السويدية)
- هيرفاي غويبرت على موقع قاعدة بيانات الفيلم (الإنجليزية)
- هيرفاي غويبرت على موقع كينوبويسك (الروسية)